# Manfred von Brauchitsch
Manfred von Brauchitsch, nemški dirkač, * 15. avgust 1905, Hamburg, Nemčija, † 5. februar 2003, Gräfenwarth, Nemčija.
Manfred von Brauchitsch je pokojni nemški dirkač, ki je dosegel več zmag na evropskih dirkah za Veliko nagrado. V sezonah 1937 in 1938 je zasedel drugo mesto v Evropskem avtomobilističnem prvenstvu. Toda bolj kot po dirkah, na katerih je zmagal, je znan po dirkah, ki jih je po vodstvu v večjem delu dirke v samem zaključku izgubil, za kar je bilo krivo tudi to, da ni imel občutka kdaj ti ni več treba dirkati na nož. Zaradi tega je dobil vzdevek Pechvogel (Nesrečni ptič). Pri moštvu Mercedes-Benz, kjer je dirkal svojo celo kariero sta ga zasenčila rojaka Rudolf Caracciola in Hermann Lang. Umrl je leta 2003 v visoki starosti.

## Kariera
»Manfred von Brauchitsch sicer ne premore genialnosti, ki krasi Caracciolo, Fagiolija ali Chirona, toda presenetljivo dosega podobne čase. Njegov vstop v ovinek je nekoliko čuden, zaradi česar je potrebnega veliko trdega dela s krmilom in silovito zaviranje.«

Harold Nockolds (MotorSport)
Manfred von Brauchitsch se je rodil 15. avgusta 1905 v nemškem mestu Hamburg, njegov oče je bil major v nemški vojski, njegov stric Walther von Brauchitsch pa znan general v drugi svetovni vojni. Tudi Manfredu je bila namenjena vojaška kariera, toda zaradi poškodovane lobanje, ki je bila posledica nesreče z motociklom, so ga v vojski zavrnili in se je posvetil dirkanju. Med okrevanjem pri bratrancu, se je začel zanimati za njegov avtomobil Mercedes-Benz s turbo motorjem, v kinu pa je videl kratki dirkaški film, kar ga je oboje pritegnilo k dirkanju. Z bratrančevo pomočjo je se je v okolici Salzburga septembra 1929 udeležil gorske dirke, kjer je v svojem razredu zmagal. V sezoni 1931 se je še vedno s podporo bratranca udeležil nemške dirke Eifelrennen, kjer je zasedel tretje mesto, premagal sta ga le Rudolf Caracciola in Heinrich-Joachim von Morgen. 
V sezoni 1932 pa je von Brauchitsch zmagal na dirki, ki ga je naredila slavnega. To je bila nemška dirka Avusrennen, kjer je zmagal s privatnim Mercedesom, ki ga je na prigovarjanje prijatelja opremil z za tisti čas nenavadnimi krilci. Na štartni vrsti je bil njegov dirkalnik tarča posmeha, saj je spominjal na ogromno cigaro, na dirki pa je zmagal z dolžino avtomobila prednosti pred Caracciolo. Zaradi te zmage je bil povabljen v moštvo Mercedes-Benz, ki je pripravljalo popolnoma nove dirkalnike za sezono 1934. Na svoji prvi dirki za novo moštvo, Eifelrennen, je von Brauchitsch takoj zmagal, toda po odličnem začetku mu več kot tri leta ni uspelo zmagati na pomembnejši dirki. Na dirki za Veliko nagrado Nemčije je doživel hujšo nesrečo, v kateri je utrpel več zlomljenih reber, zlom roke, izpah rame in še nekaj poškodb. Po vrnitvi na dirki za Veliko nagrado Švice so zdravniki odkrili še poškodbo lobanje, tako da je bila zanj izgubljena sezona do konca. 
Sezona 1935 je bila zanj mešanica mehanskih okvar in njegovih napak. Na prostih treningih je bil vedno med najhitrejšimi, dirke pa so bile nekaj popolnoma drugega, kljub temu pa je bil von Brauchitsch zelo priljubljen med gledalci, saj se je vedno boril do konca. Na prvi dirki sezone za Veliko nagrado Belgije je sicer odstopil, toda nato prevzel dirkalnik Luigija Fagiolija, ki je odstopil, ker mu moštvo ni dovolilo napasti vodilnega Caracciolo, in se s petega prebil na drugo mesto. Naslednja dirka za Veliko nagrado Nemčije bi lahko bila njegova največja zmaga kariere, toda tisti dan je pripadel Taziu Nuvolariju. Kljub temu, da je imel v zadnjem krogu pol minute prednosti pred Nuvolarijem, je Von Brauchitsch nerazumljivo divjal, zaradi česar mu je pol kroga pred koncem dirke počila guma in zmaga je bila izgubljena. Von Brauchitsch je dirko končal v solzah, Nuvolari pa je dosegel zmago kariere. 
Tudi sezona 1936 je bila podobno katastrofalna in bil je že v nevarnosti, da bi izgubil mesto v moštvu. Šef moštva Alfred Neubauer je imel še zaupanje vanj, ostali dirkači moštva pa so bili še Caracciola, Hermann Lang in Richard Seaman. Po drugem mestu na dirki za Veliko nagrado Nemčije, je končno spet prišla zmaga, in sicer na prestižni dirki za Veliko nagrado Monaka. Povedel je Caracciola, von Brauchitscha na druge mestu pa je predvsem ogrožal Bernd Rosemeyer, dokler ni zaradi okvare krmilnega sistema raztreščil svojega Auto Uniona. Nato je v 21. krogu postavil rekord dirkališča in začel loviti vodilnega moštvenega kolego. Neubauer z zastavo močno mahal naj upočasni, toda von Brauchitsch je le pokazal jezik proti boksom in divjal naprej. Caracciola je odgovoril z novim rekordom dirkališča, toda nato je moral na postanek za nove svečke. Praktično celotno moštvo je von Brauchitschu mahalo naj upočasni in spusti Caracciolo nazaj na prvo mesto, ko je pri povratku na stezo prehiteval svojega moštvenega kolego, toda ni se dal. Takoj v naslednjem krogu je jezni Caracciola postavil rekord dirkališča, ki je stal osemnajst let, toda Von Brauchitsch je zadržal vodstvo in dosegel prvo zmago po treh letih. Na naslednji dirki za Veliko nagrado Švice je nato dosegel še tretje mesto, kar mu je prineslo drugo mesto v prvenstvu. Rezultat, ki ga je ponovil tudi v naslednji sezoni 1938 z zmago na dirki za Veliko nagrado Francije, kar je njegova zadnja zmaga kariere, in tretjima mestoma na dirkah za Veliko nagrado Švice in Veliko nagrado Italije. V sezona 1939 je dosegel še tretji mesti na prvenstvenih dirkah za Veliko nagrado Belgije in Veliko nagrado Švice, nato pa se je začela druga svetovna vojna in moral je končati kariero. Umrl je leta 2003 v visoki starosti. 

## Popolni rezultatiEvropskega avtomobilističnega prvenstva
(legenda) (odebeljene dirke pomenijo najboljši štartni položaj)
| Leto | Moštvo          | Tovarna       | 1       | 2       | 3       | 4       | 5       | Prv | Toč |
| ---- | --------------- | ------------- | ------- | ------- | ------- | ------- | ------- | --- | --- |
| 1935 | Daimler-Benz AG | Mercedes-Benz | BEL 2   | NEM 5   | ŠVI Ret | ITA Ret | ŠPA 3   | 5=  | 25  |
| 1936 | Daimler-Benz AG | Mercedes-Benz | MON Ret | NEM 7   | ŠVI Ret | ITA     |         | 10= | 24  |
| 1937 | Daimler-Benz AG | Mercedes-Benz | BEL Ret | NEM 2   | MON 1   | ŠVI 3   | ITA Ret | 2   | 15  |
| 1938 | Daimler-Benz AG | Mercedes-Benz | FRA 1   | NEM Ret | ŠVI 3   | ITA 3 * |         | 2   | 15  |
| 1939 | Daimler-Benz AG | Mercedes-Benz | BEL 3   | FRA Ret | NEM Ret | ŠVI 3   |         | 4=  | 19  |